# Carpodacus roseus
Il carpodaco di Pallas (Carpodacus roseus (Pallas, 1776)) è un uccello passeriforme della famiglia dei Fringillidi.

## Etimologia
Il nome scientifico della specie, roseus, deriva dal latino e significa "rosato", in riferimento alla livrea dei maschi adulti.

## Descrizione

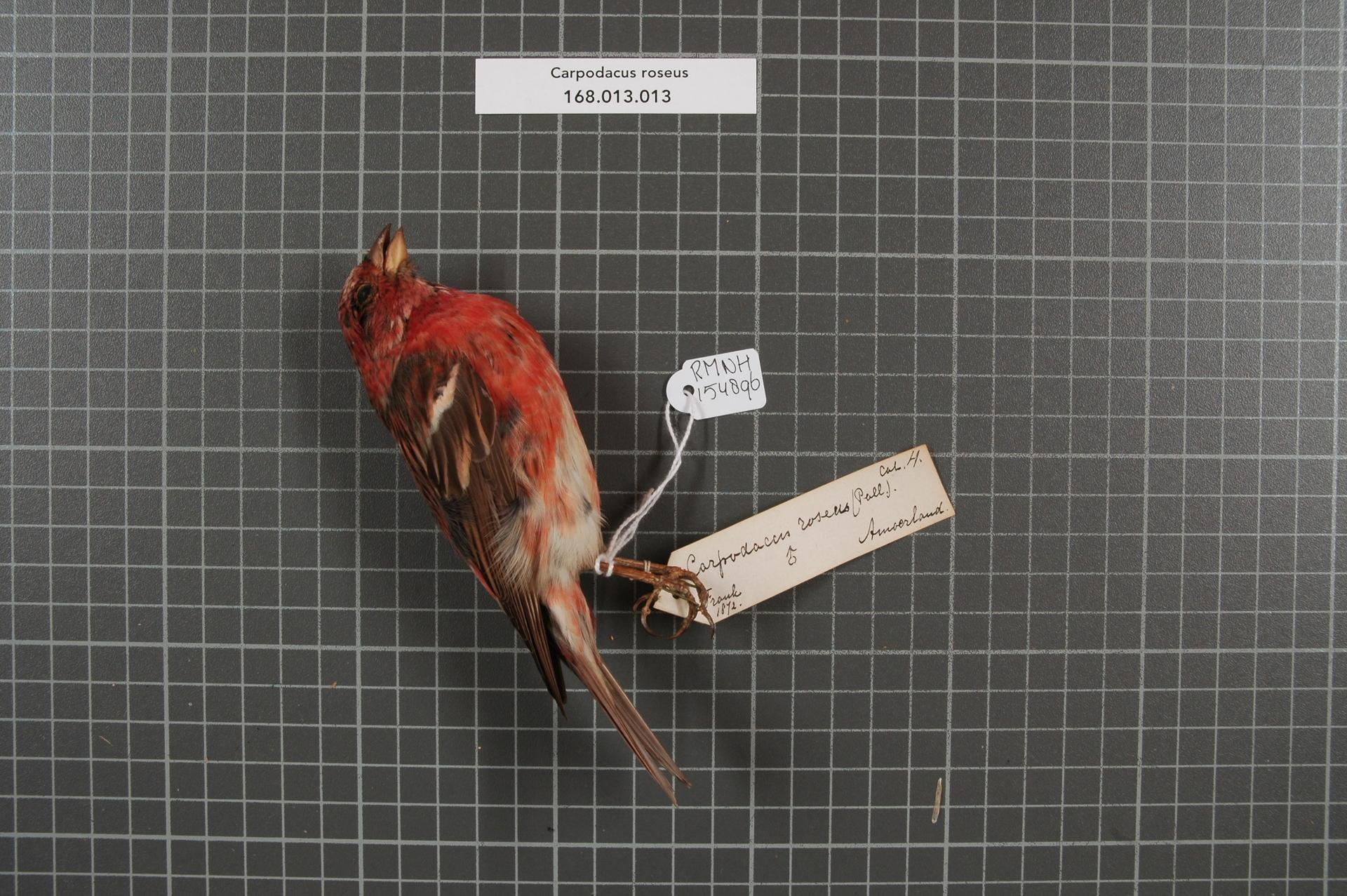
Maschio impagliato.

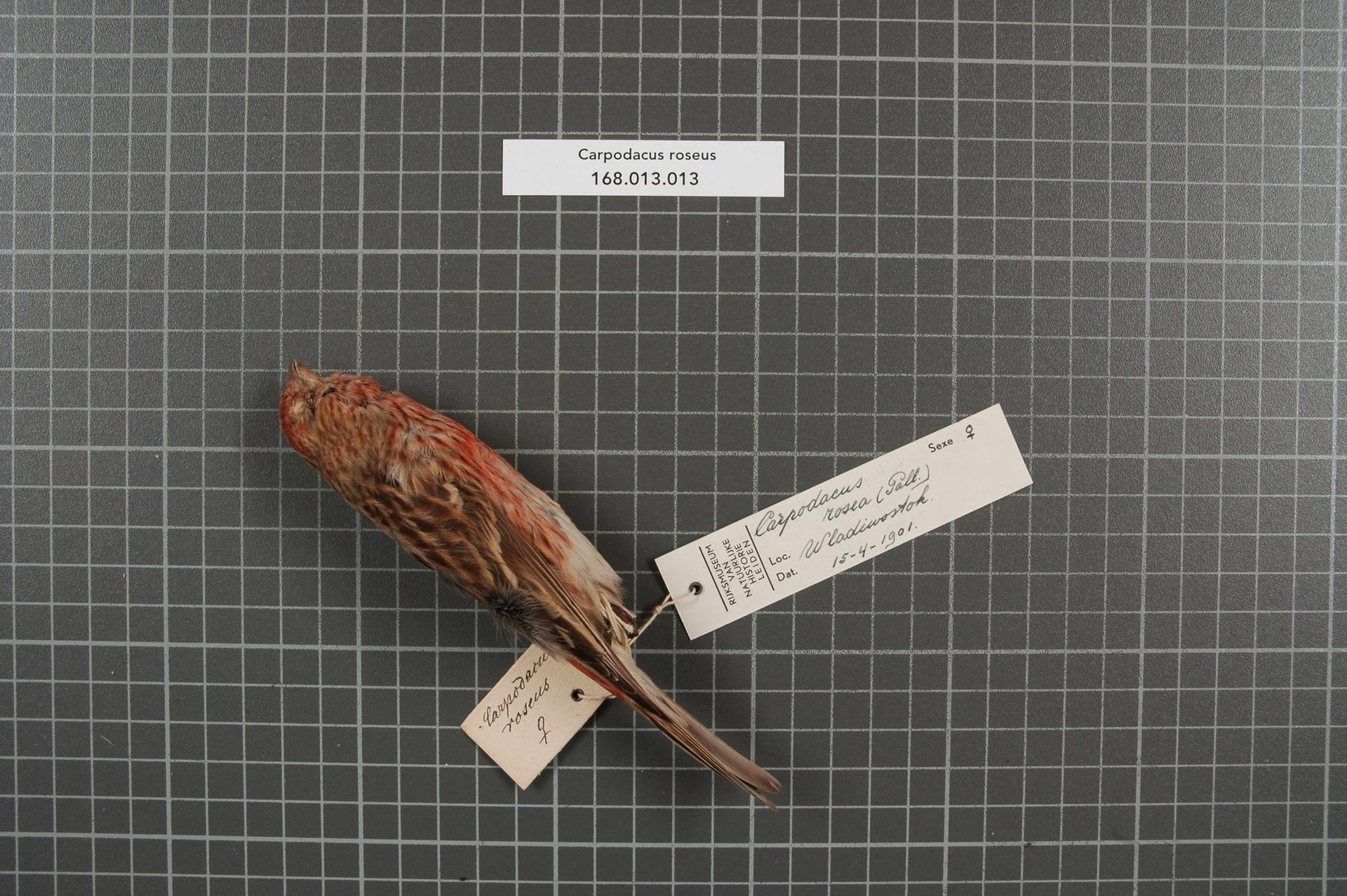
Femmina impagliata.

### Dimensioni
Misura 16-17,5 cm di lunghezza, per 21-35 g di peso.

### Aspetto
Si tratta di uccelli dall'aspetto robusto, muniti di testa tondeggiante con grandi occhi e grosso becco conico, ali allungate e coda dalla punta lievemente forcuta.
Il piumaggio presenta evidente dimorfismo sessuale: come intuibile dal nome scientifico, infatti, i maschi presentano livrea in massima parte di colore rosa carico, con schiarite su gola, fronte, fianchi e basso ventre (che è biancastro), le ali sono di colore bruno con remiganti nere, copritrici dall'orlo rossiccio e doppia barra trasversale bianca e coda nera con sottocoda rosso. Le femmine, invece, presentano livrea dominata dalle tonalità del bruno, con area ventrale più chiara, basso ventre grigio-biancastro e (caso raro fra i carpodacini, dove solitamente le femmine mancano del pigmento rosso) decise sfumature rosso-arancio su fronte, gola e parte superiore del petto. In ambedue i sessi, gli occhi sono di colore bruno-rossiccio, le zampe sono di colore carnicino ed il becco è di color avorio con punta nerastra.

## Biologia
Si tratta di uccelli diurni, che vivono in coppie o in gruppetti e passano la maggior parte della giornata al suolo o fra i cespugli alla ricerca di cibo.

### Alimentazione
La dieta dei carpodachi di Pallas è perlopiù granivora, comprendendo una varietà di semi e granaglie, ma anche germogli, boccioli, bacche, pinoli (soprattutto quelli di pino nano) e sporadicamente anche piccoli invertebrati.

### Riproduzione

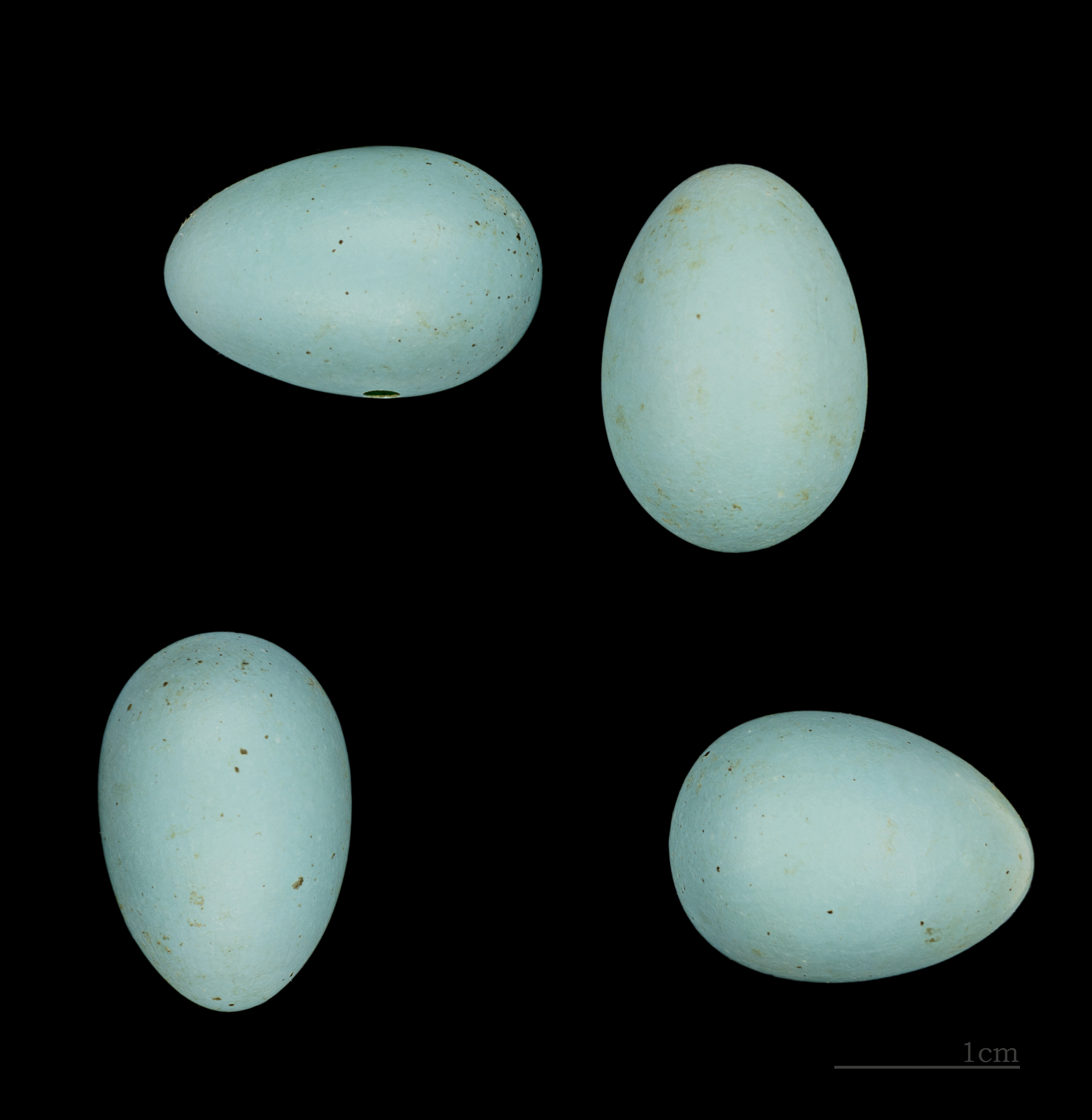
Uova al museo di storia naturale di Tolosa.

Si tratta di uccelli monogami, le cui coppie nidificano in siti solitari o in colonie sparse e si dimostrano territoriali durante il periodo degli amori, che va da maggio e agosto e le vede solitamente portare avanti due covate. Il maschio corteggia la femmina cantando in volo.
Il nido, a forma di coppa, viene costruito dalla sola femmina alla biforcazione di un ramo frondosoWiki-c-oomashiko.jpg, intrecciando rametti e fibre vegetali e foderandp l'interno con foglie, muschio e piumino. Al suo interno, la femmina depone 4-6 uova di colore azzurrino con radissima maculatura bruno-nerastra, che provvede a covare da sola (col maschio che staziona di guardia nei pressi del nido, cantando per tenere lontani eventuali intrusi ed occupandosi di reperire il cibo per sé e per la compagna) per circa due settimane, al termine delle quali schiudono pulli ciechi ed implumi: essi vengono accuditi da ambedue i genitori, che li imbeccano con semi e insetti rigurgitati per circa tre settimane. Al termine di questo periodo, i giovani sono pronti per involarsi e disperdersi, allontanandosi dal nido.

## Distribuzione e habitat
Il carpodaco di Pallas occupa un areale che comprende buona parte dell'Asia orientale, dalla Siberia centrale all'Oblast' di Magadan e a sud fino al Giappone del nord e alla Cina centro-orientale: la specie è una grande migratrice e durante l'inverno si sposta a sud per evitare i rigori climatici, ed in generale alcune popolazioni si dimostrano nomadiche e soprattutto i giovani si allontanano anche di molto dall'areale di residenza, potendo essere osservati anche in Europa con avvistamenti addirittura in Gran Bretagna.
L'habitat di questi uccelli è rappresentato dalla taiga, a predominanza di pino nano e larici.

## Sistematica
Se ne riconoscono due sottospecie:

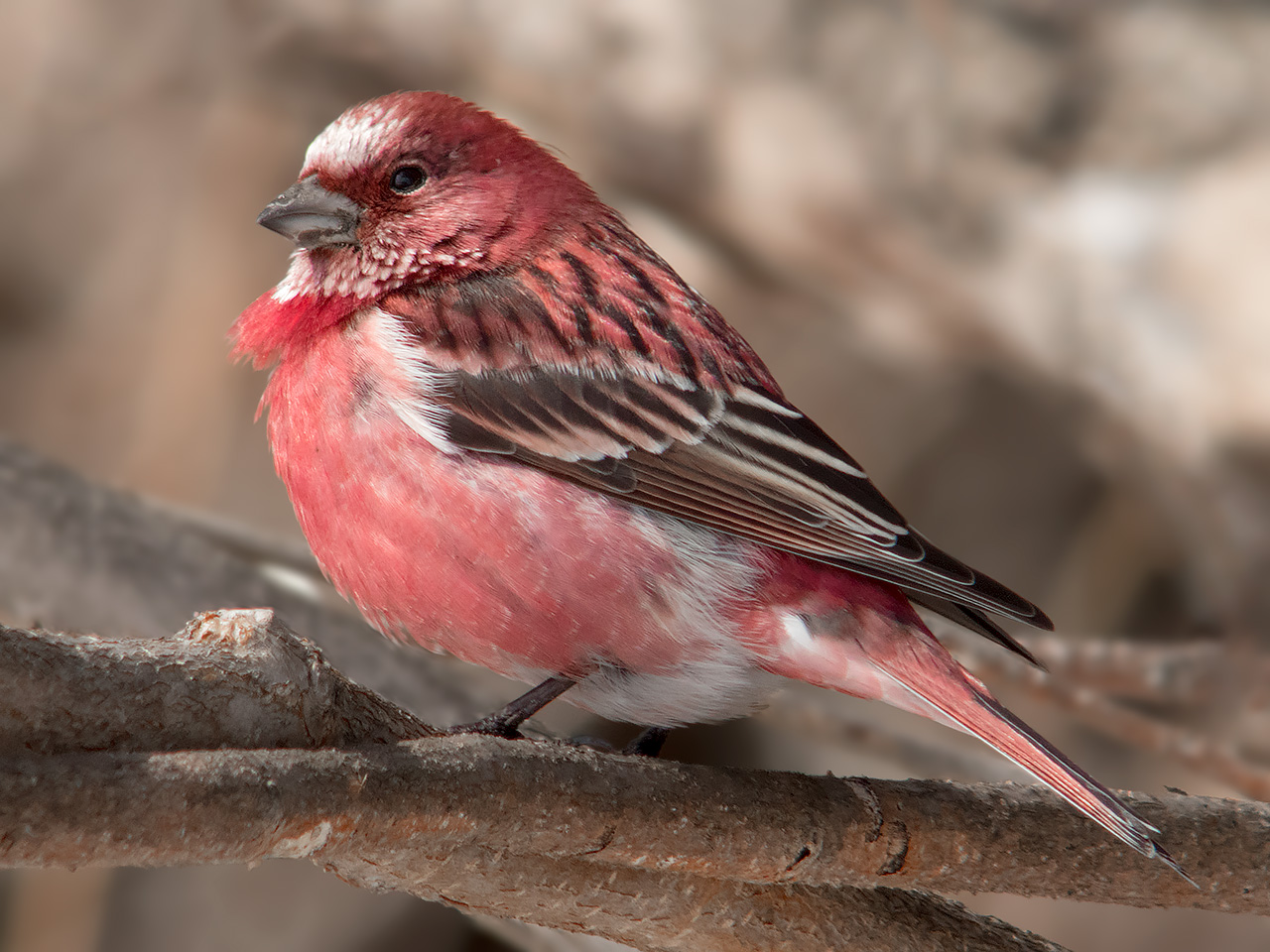
Maschio della sottospecie portenkoi al suolo a Hokkaidō.

- Carpodacus roseus roseus (Pallas, 1776) - la sottospecie nominale, riproduttrice dal medio corso dello Jenisej e della Tunguska Inferiore fino alle foci del Lena e alla Jacuzia, a sud fino al Kazakistan nord-orientale, ai Monti Altaj, ai Monti Sajany, alla Mongolia settentrionale e al Mare di Ochotsk, svernante principalmente nell'Oblast' di Tomsk, in Mongolia orientale, in Cina dal Gansu allo Jiangsu e nella penisola di Corea;
- Carpodacus roseus portenkoi Browning, 1988 - riproduttrice nel nord di Sakhalin, svernante nel sud dell'isola, in Corea del Sud e a Hokkaidō;